# Luis Bambarén
Luis Armando Bambarén Gastelumendi (ur. 14 stycznia 1928 w Yungay, zm. 19 marca 2021 w Limie) – peruwiański duchowny rzymskokatolicki, w latach 1978–1983 prałat terytorialny i 1983–2004 biskup diecezjalny Chimbote.

## Życiorys
Święcenia kapłańskie przyjął 15 lipca 1958. 1 grudnia 1967 został mianowany biskupem pomocniczym Limy ze stolicą tytularną Sertei. Sakrę biskupią otrzymał 7 stycznia 1968. 2 czerwca 1978 został mianowany prałatem terytorialnym, a 6 kwietnia 1983 biskupem diecezjalnym Chimbote. 4 lutego 2004 przeszedł na emeryturę.
Zmarł 19 marca 2021 na COVID-19 w Limie.